# Interlaken (Califórnia)
Interlaken é uma Região censo-designada localizada no estado americano da Califórnia, no Condado de Santa Cruz.

## Demografia
Segundo o censo americano de 2000, a sua população era de 7328 habitantes.

## Geografia
De acordo com o United States Census Bureau tem uma área de 26,5 km², dos quais 25,0 km² cobertos por terra e 1,5 km² cobertos por água.

## Localidades na vizinhança
O diagrama seguinte representa as localidades num raio de 8 km ao redor de Interlaken.